# Wet openbare lichamen Bonaire, Sint Eustatius en Saba
De Wet van 17 mei 2010, houdende regels met betrekking tot de openbare lichamen Bonaire, Sint Eustatius en Saba, oftewel de Wet openbare lichamen Bonaire, Sint Eustatius en Saba (WolBES) is een Nederlandse organieke wet die drie openbare lichamen instelt, zoals bedoeld in artikel 134 van de Nederlandse Grondwet, en de bestuurlijke inrichting ervan regelt.
De drie openbare lichamen zijn voormalige eilandgebieden van de Nederlandse Antillen.
De WolBES bestaat uit zes hoofdstukken en telt 241 artikelen.

## Algemene bepalingen en instelling van de openbare lichamen
Hoofdstuk I bevat de algemene bepalingen.
Hoofdstuk II stelt de openbare lichamen in. Met artikel 2 wordt het ‘openbaar lichaam Bonaire’ ingesteld, met artikel 3 ‘openbaar lichaam Sint Eustatius’ en met artikel 4 ‘openbaar lichaam Saba’. In artikel 4a wordt verwezen naar de AMvB “Besluit grenzen openbare lichamen Bonaire, Sint Eustatius en Saba” die de grenzen van de openbare lichamen vastlegt. Een verschil met de Nederlandse kustgemeenten is, dat de territoriale zee rondom de eilanden - voor zover deze niet behoort tot andere landen en gebieden - volledig aan het grondgebied van het openbaar lichaam wordt toegewezen. Daardoor is het kleinste openbaar lichaam Sint Eustatius met ongeveer 1150 km², nog altijd groter dan de grootste Nederlandse gemeente (Súdwest-Fryslân met 815,97 km²).

## Inrichting en samenstelling van het eilandsbestuur
Hoofdstuk III regelt de inrichting en samenstelling van het eilandsbestuur. In dit hoofdstuk is de Nederlandse Gemeentewet als uitgangspunt gebruikt, maar de aanduidingen uit Eilandenregeling Nederlandse Antillen (ERNA) zijn echter overgenomen. Er is dus geen sprake van een burgemeester, wethouder en gemeenteraad, maar van een gezaghebber, eilandgedeputeerde en eilandsraad.

### Eilandsraad
Voor de eilandsraad geldt dat het aantal leden in de wet is vastgelegd op 9 voor Bonaire en 5 voor zowel Sint Eustatius als Saba. Het oorspronkelijke voorstel van wet bevatte de mogelijkheid voor de eilandsraad om per eilandsverordening het aantal leden te verhogen naar 11, 13 of 15 voor Bonaire of naar 7 of 9 voor Saba en Sint Eustatius, maar de Tweede Kamer was hierop tegen. Een eventuele uitbreiding van het aantal eilandsraadsleden zal worden meegenomen in de evaluatie die gepland staat voor 2015.
In de WolBES is ten opzichte van de Gemeentewet een extra bepaling opgenomen (artikel 24 lid 4) die de gezaghebber, als voorzitter van de eilandsraad, de mogelijkheid geeft een besluit van de eilandsraad om in beslotenheid te vergaderen, te overstemmen als hij dat in het kader van het openbaar belang nodig acht. In de voormalige eilandgebieden was het gebruikelijk om veelvuldig in beslotenheid te vergaderen. De regering vond deze bestuurscultuur onwenselijk en heeft ten opzichte van de Gemeentewet zes extra onderwerpen toegevoegd (artikel 25 lid 2) waarover de eilandsraad geen besluiten mag nemen tijdens een besloten vergadering.

### Bestuurscollege
Voor het bestuurscollege bestaan enkele significante verschillen ten opzichte van het College van B&W: voor de leden van het bestuurscollege geldt dat bloed- of aanverwantschap of huwelijk tussen de leden verboden is (artikel 41). Voor leden van colleges van B&W zijn dergelijke familiebanden niet wettelijk verboden, al bestaat er wel een gedragscode die het verbiedt. Verder dienen eilandgedeputeerden en gezaghebber zowel bij hun aan- als bij hun aftreden bezittingen en belangen van henzelf als van hun echtgenoot aan te geven bij de Rijksvertegenwoordiger (artikelen 49 en 83). De Rijksvertegenwoordiger kan zo een indicatie krijgen of leden van het bestuurscollege zich tijdens hun ambtsperiode onrechtvaardig hebben verrijkt. Indien de Rijksvertegenwoordiger dat vermoeden heeft, doet hij hiervan aangifte. Artikel 57 geeft de gezaghebber de mogelijkheid om een eilandgedeputeerde van zijn functie te ontheffen, als de eilandgedeputeerde een onverenigbare nevenfunctie heeft en de eilandsraad hem weigert te ontslaan. Als laatste behoeven besluiten van het bestuurscollege tot het ontslaan, benoemen, schorsen en bevorderen van eilandambtenaren te worden goedgekeurd door de rijksvertegenwoordiger (artikel 168).

### Gezamenlijke rekenkamer
Waar gemeenten de keuze hebben op welke wijze zij de rekenkamerfunctie implementeren, is dit voor de openbare lichamen in de WolBES vastgelegd: Bonaire, Sint Eustatius en Saba dienen samen bij eilandsverordening een ‘gezamenlijke rekenkamer’ in te stellen, bestaande uit drie leden, die niet tevens eilandsraadslid zijn.

### Ombudsfunctie
De ombudsfunctie van de openbare lichamen valt vanaf 1 januari 2012 onder de Nationale Ombudsman, tenzij de openbare lichamen samen besluiten om voor die datum een gezamenlijke ombudsman of gezamenlijke ombudscommissie in te stellen.

### Eilandsecretaris en eilandgriffier
In de laatste afdeling van hoofdstuk III worden de eilandsecretaris en eilandgriffier ingesteld.

## Bevoegdheden van het eilandsbestuur
Hoofdstuk IV regelt de bevoegdheden van de eilandsraad, het bestuurscollege en van de gezaghebber. De meeste bevoegdheden komen overeen met die van de organen van een gemeentebestuur.
Gezaghebbers hoeven in tegenstelling tot burgemeesters geen burgerjaarverslag uit te brengen. Dit is weggelaten, omdat er plannen bestaan om de bestaande verplichting voor burgemeesters binnen afzienbare tijd te schrappen. De bevoegdheden die burgemeesters hebben gekregen na de invoering van de Wet maatregelen bestrijding voetbalvandalisme en ernstige overlast (Voetbalwet) op 1 september 2010, gelden niet voor de gezaghebbers.

## Verhouding tot het rijk
Hoofdstuk V regelt de verhouding tot het rijk. In dit hoofdstuk wordt de Rijksvertegenwoordiger ingesteld.
Door het derde lid van artikel 209 hebben de bestuurscolleges van de openbare lichamen een extra inspraakmogelijkheid bij beleidsvoornemens van het rijk die gemeenten niet hebben: de minister dient de bestuurscolleges vooraf in de gelegenheid te stellen hun oordeel te geven over ingrijpende beleidsvoornemens die alleen betrekking hebben op Caribisch Nederland of beleidsvoornemens om op ingrijpende wijze af te wijken van de Europees-Nederlandse regelgeving.

## Overgangs- en slotbepalingen
Hoofdstuk VI onder andere dat de dualisering van het eilandsbestuur op 2 maart 2011 in werking treedt. De aanstelling van een eilandgriffier is pas verplicht per 10 oktober 2011 en de instelling van de gezamenlijke rekenkamer op 10 oktober 2012.

## Eilandbelastingen
In tegenstelling tot de gemeentelijke belastingen die in de Gemeentewet geregeld worden, worden de eilandbelastingen in een aparte wet behandeld: de Wet financiën openbare lichamen Bonaire, Sint Eustatius en Saba (FinBES).